# Giovanni da Penna San Giovanni
Giovanni da Penna San Giovanni (Penna San Giovanni, 1200 circa – Penna San Giovanni, 1270 circa) fu, tra i primi discepoli di Francesco d'Assisi, propagatore dell'Ordine dei frati minori in Francia.
Fu beatificato, per equipollenza, da papa Pio VII nel 1806.

## Biografia
All'età di circa quindici anni fu attirato dall'ideale di vita francescano grazie alla predicazione di frate Filippo (forse Filippo Longo da Costa San Savino) e decise di abbracciare la vita religiosa tra i frati minori del convento di Recanati: in seguito fu ordinato sacerdote.
Nel capitolo generale dell'ordine del 1217, Francesco d'Assisi destinò lui e un'altra trentina di frati a impiantare l'ordine nella Gallia Narbonese.
Per circa venticinque anni soggiornò in Provenza: non si conosce molto circa il suo ministero in questa regione, ma dovette dedicarsi al contrasto alle dottrine albigesi e, secondo la tradizione agiografica, si dedicò all'assistenza ai lebbrosi. È probabile che abbia incontrato Antonio di Padova, che in quegli anni predicò nel Limosino e nel Tolosano, e preso parte al capitolo di Arles.
Tornato in Italia, esercitò l'ufficio di superiore in molti conventi. Morì nel convento della sua città natale.

## Culto
Il suo corpo è conservato nella chiesa di San Francesco di Penna San Giovanni.
Il suo culto ab immemorabili fu confermato da papa Pio VII il 20 dicembre 1806.
Il suo elogio si legge nel Martirologio romano al 3 aprile.